# Гамбит Мэзона
Гамби́т Мэзо́на (в русской литературе также встречается написание Гамбит Мезона) — шахматный дебют, разновидность принятого королевского гамбита. Начинается ходами: 
 1. e2-e4 e7-e5 
 2. f2-f4 e5:f4 
 3. Кb1-c3.

## История
Дебют назван по имени английского шахматиста XIX века Джеймса Мэзона, впервые применившего ход 3. Кb1-c3 в 1878 году в партии против С. Розенталя. В XX веке данное начало регулярно применял П. П. Керес, вследствие чего за ним утвердилось альтернативное название «Гамбит Кереса».
В дальнейшем дебют широкого распространения не получил, однако периодически встречается на высоком уровне и в наши дни.

## Идеи дебюта
В основе дебюта лежит идея, сходная с гамбитом Стейница: добровольно отказываясь от рокировки, белые стремятся опередить противника в развитии и, в ряде позиций, создать сильный центр. Чёрные в свою очередь получают возможности для атаки неприятельского короля, застрявшего в центре, однако для достижении полноправной игры им необходимо действовать осмотрительно.

## Варианты

### Продолжение 3. …Фd8-h4+ 4. Крe1-e2
|   | a | b | c | d | e | f | g | h |   |
| - | --- | --- | --- | --- | --- | --- | --- | --- | - |
| 8 | a8 чёрная ладья · b8 чёрный конь · c8 чёрный слон · e8 чёрный король · f8 чёрный слон · g8 чёрный конь · h8 чёрная ладья · a7 чёрная пешка · b7 чёрная пешка · c7 чёрная пешка · d7 чёрная пешка · f7 чёрная пешка · g7 чёрная пешка · h7 чёрная пешка · e4 белая пешка · f4 чёрная пешка · h4 чёрный ферзь · c3 белый конь · a2 белая пешка · b2 белая пешка · c2 белая пешка · d2 белая пешка · e2 белый король · g2 белая пешка · h2 белая пешка · a1 белая ладья · c1 белый слон · d1 белый ферзь · f1 белый слон · g1 белый конь · h1 белая ладья | a8 чёрная ладья · b8 чёрный конь · c8 чёрный слон · e8 чёрный король · f8 чёрный слон · g8 чёрный конь · h8 чёрная ладья · a7 чёрная пешка · b7 чёрная пешка · c7 чёрная пешка · d7 чёрная пешка · f7 чёрная пешка · g7 чёрная пешка · h7 чёрная пешка · e4 белая пешка · f4 чёрная пешка · h4 чёрный ферзь · c3 белый конь · a2 белая пешка · b2 белая пешка · c2 белая пешка · d2 белая пешка · e2 белый король · g2 белая пешка · h2 белая пешка · a1 белая ладья · c1 белый слон · d1 белый ферзь · f1 белый слон · g1 белый конь · h1 белая ладья | a8 чёрная ладья · b8 чёрный конь · c8 чёрный слон · e8 чёрный король · f8 чёрный слон · g8 чёрный конь · h8 чёрная ладья · a7 чёрная пешка · b7 чёрная пешка · c7 чёрная пешка · d7 чёрная пешка · f7 чёрная пешка · g7 чёрная пешка · h7 чёрная пешка · e4 белая пешка · f4 чёрная пешка · h4 чёрный ферзь · c3 белый конь · a2 белая пешка · b2 белая пешка · c2 белая пешка · d2 белая пешка · e2 белый король · g2 белая пешка · h2 белая пешка · a1 белая ладья · c1 белый слон · d1 белый ферзь · f1 белый слон · g1 белый конь · h1 белая ладья | a8 чёрная ладья · b8 чёрный конь · c8 чёрный слон · e8 чёрный король · f8 чёрный слон · g8 чёрный конь · h8 чёрная ладья · a7 чёрная пешка · b7 чёрная пешка · c7 чёрная пешка · d7 чёрная пешка · f7 чёрная пешка · g7 чёрная пешка · h7 чёрная пешка · e4 белая пешка · f4 чёрная пешка · h4 чёрный ферзь · c3 белый конь · a2 белая пешка · b2 белая пешка · c2 белая пешка · d2 белая пешка · e2 белый король · g2 белая пешка · h2 белая пешка · a1 белая ладья · c1 белый слон · d1 белый ферзь · f1 белый слон · g1 белый конь · h1 белая ладья | a8 чёрная ладья · b8 чёрный конь · c8 чёрный слон · e8 чёрный король · f8 чёрный слон · g8 чёрный конь · h8 чёрная ладья · a7 чёрная пешка · b7 чёрная пешка · c7 чёрная пешка · d7 чёрная пешка · f7 чёрная пешка · g7 чёрная пешка · h7 чёрная пешка · e4 белая пешка · f4 чёрная пешка · h4 чёрный ферзь · c3 белый конь · a2 белая пешка · b2 белая пешка · c2 белая пешка · d2 белая пешка · e2 белый король · g2 белая пешка · h2 белая пешка · a1 белая ладья · c1 белый слон · d1 белый ферзь · f1 белый слон · g1 белый конь · h1 белая ладья | a8 чёрная ладья · b8 чёрный конь · c8 чёрный слон · e8 чёрный король · f8 чёрный слон · g8 чёрный конь · h8 чёрная ладья · a7 чёрная пешка · b7 чёрная пешка · c7 чёрная пешка · d7 чёрная пешка · f7 чёрная пешка · g7 чёрная пешка · h7 чёрная пешка · e4 белая пешка · f4 чёрная пешка · h4 чёрный ферзь · c3 белый конь · a2 белая пешка · b2 белая пешка · c2 белая пешка · d2 белая пешка · e2 белый король · g2 белая пешка · h2 белая пешка · a1 белая ладья · c1 белый слон · d1 белый ферзь · f1 белый слон · g1 белый конь · h1 белая ладья | a8 чёрная ладья · b8 чёрный конь · c8 чёрный слон · e8 чёрный король · f8 чёрный слон · g8 чёрный конь · h8 чёрная ладья · a7 чёрная пешка · b7 чёрная пешка · c7 чёрная пешка · d7 чёрная пешка · f7 чёрная пешка · g7 чёрная пешка · h7 чёрная пешка · e4 белая пешка · f4 чёрная пешка · h4 чёрный ферзь · c3 белый конь · a2 белая пешка · b2 белая пешка · c2 белая пешка · d2 белая пешка · e2 белый король · g2 белая пешка · h2 белая пешка · a1 белая ладья · c1 белый слон · d1 белый ферзь · f1 белый слон · g1 белый конь · h1 белая ладья | a8 чёрная ладья · b8 чёрный конь · c8 чёрный слон · e8 чёрный король · f8 чёрный слон · g8 чёрный конь · h8 чёрная ладья · a7 чёрная пешка · b7 чёрная пешка · c7 чёрная пешка · d7 чёрная пешка · f7 чёрная пешка · g7 чёрная пешка · h7 чёрная пешка · e4 белая пешка · f4 чёрная пешка · h4 чёрный ферзь · c3 белый конь · a2 белая пешка · b2 белая пешка · c2 белая пешка · d2 белая пешка · e2 белый король · g2 белая пешка · h2 белая пешка · a1 белая ладья · c1 белый слон · d1 белый ферзь · f1 белый слон · g1 белый конь · h1 белая ладья | 8 |
| 7 | a8 чёрная ладья · b8 чёрный конь · c8 чёрный слон · e8 чёрный король · f8 чёрный слон · g8 чёрный конь · h8 чёрная ладья · a7 чёрная пешка · b7 чёрная пешка · c7 чёрная пешка · d7 чёрная пешка · f7 чёрная пешка · g7 чёрная пешка · h7 чёрная пешка · e4 белая пешка · f4 чёрная пешка · h4 чёрный ферзь · c3 белый конь · a2 белая пешка · b2 белая пешка · c2 белая пешка · d2 белая пешка · e2 белый король · g2 белая пешка · h2 белая пешка · a1 белая ладья · c1 белый слон · d1 белый ферзь · f1 белый слон · g1 белый конь · h1 белая ладья | a8 чёрная ладья · b8 чёрный конь · c8 чёрный слон · e8 чёрный король · f8 чёрный слон · g8 чёрный конь · h8 чёрная ладья · a7 чёрная пешка · b7 чёрная пешка · c7 чёрная пешка · d7 чёрная пешка · f7 чёрная пешка · g7 чёрная пешка · h7 чёрная пешка · e4 белая пешка · f4 чёрная пешка · h4 чёрный ферзь · c3 белый конь · a2 белая пешка · b2 белая пешка · c2 белая пешка · d2 белая пешка · e2 белый король · g2 белая пешка · h2 белая пешка · a1 белая ладья · c1 белый слон · d1 белый ферзь · f1 белый слон · g1 белый конь · h1 белая ладья | a8 чёрная ладья · b8 чёрный конь · c8 чёрный слон · e8 чёрный король · f8 чёрный слон · g8 чёрный конь · h8 чёрная ладья · a7 чёрная пешка · b7 чёрная пешка · c7 чёрная пешка · d7 чёрная пешка · f7 чёрная пешка · g7 чёрная пешка · h7 чёрная пешка · e4 белая пешка · f4 чёрная пешка · h4 чёрный ферзь · c3 белый конь · a2 белая пешка · b2 белая пешка · c2 белая пешка · d2 белая пешка · e2 белый король · g2 белая пешка · h2 белая пешка · a1 белая ладья · c1 белый слон · d1 белый ферзь · f1 белый слон · g1 белый конь · h1 белая ладья | a8 чёрная ладья · b8 чёрный конь · c8 чёрный слон · e8 чёрный король · f8 чёрный слон · g8 чёрный конь · h8 чёрная ладья · a7 чёрная пешка · b7 чёрная пешка · c7 чёрная пешка · d7 чёрная пешка · f7 чёрная пешка · g7 чёрная пешка · h7 чёрная пешка · e4 белая пешка · f4 чёрная пешка · h4 чёрный ферзь · c3 белый конь · a2 белая пешка · b2 белая пешка · c2 белая пешка · d2 белая пешка · e2 белый король · g2 белая пешка · h2 белая пешка · a1 белая ладья · c1 белый слон · d1 белый ферзь · f1 белый слон · g1 белый конь · h1 белая ладья | a8 чёрная ладья · b8 чёрный конь · c8 чёрный слон · e8 чёрный король · f8 чёрный слон · g8 чёрный конь · h8 чёрная ладья · a7 чёрная пешка · b7 чёрная пешка · c7 чёрная пешка · d7 чёрная пешка · f7 чёрная пешка · g7 чёрная пешка · h7 чёрная пешка · e4 белая пешка · f4 чёрная пешка · h4 чёрный ферзь · c3 белый конь · a2 белая пешка · b2 белая пешка · c2 белая пешка · d2 белая пешка · e2 белый король · g2 белая пешка · h2 белая пешка · a1 белая ладья · c1 белый слон · d1 белый ферзь · f1 белый слон · g1 белый конь · h1 белая ладья | a8 чёрная ладья · b8 чёрный конь · c8 чёрный слон · e8 чёрный король · f8 чёрный слон · g8 чёрный конь · h8 чёрная ладья · a7 чёрная пешка · b7 чёрная пешка · c7 чёрная пешка · d7 чёрная пешка · f7 чёрная пешка · g7 чёрная пешка · h7 чёрная пешка · e4 белая пешка · f4 чёрная пешка · h4 чёрный ферзь · c3 белый конь · a2 белая пешка · b2 белая пешка · c2 белая пешка · d2 белая пешка · e2 белый король · g2 белая пешка · h2 белая пешка · a1 белая ладья · c1 белый слон · d1 белый ферзь · f1 белый слон · g1 белый конь · h1 белая ладья | a8 чёрная ладья · b8 чёрный конь · c8 чёрный слон · e8 чёрный король · f8 чёрный слон · g8 чёрный конь · h8 чёрная ладья · a7 чёрная пешка · b7 чёрная пешка · c7 чёрная пешка · d7 чёрная пешка · f7 чёрная пешка · g7 чёрная пешка · h7 чёрная пешка · e4 белая пешка · f4 чёрная пешка · h4 чёрный ферзь · c3 белый конь · a2 белая пешка · b2 белая пешка · c2 белая пешка · d2 белая пешка · e2 белый король · g2 белая пешка · h2 белая пешка · a1 белая ладья · c1 белый слон · d1 белый ферзь · f1 белый слон · g1 белый конь · h1 белая ладья | a8 чёрная ладья · b8 чёрный конь · c8 чёрный слон · e8 чёрный король · f8 чёрный слон · g8 чёрный конь · h8 чёрная ладья · a7 чёрная пешка · b7 чёрная пешка · c7 чёрная пешка · d7 чёрная пешка · f7 чёрная пешка · g7 чёрная пешка · h7 чёрная пешка · e4 белая пешка · f4 чёрная пешка · h4 чёрный ферзь · c3 белый конь · a2 белая пешка · b2 белая пешка · c2 белая пешка · d2 белая пешка · e2 белый король · g2 белая пешка · h2 белая пешка · a1 белая ладья · c1 белый слон · d1 белый ферзь · f1 белый слон · g1 белый конь · h1 белая ладья | 7 |
| 6 | a8 чёрная ладья · b8 чёрный конь · c8 чёрный слон · e8 чёрный король · f8 чёрный слон · g8 чёрный конь · h8 чёрная ладья · a7 чёрная пешка · b7 чёрная пешка · c7 чёрная пешка · d7 чёрная пешка · f7 чёрная пешка · g7 чёрная пешка · h7 чёрная пешка · e4 белая пешка · f4 чёрная пешка · h4 чёрный ферзь · c3 белый конь · a2 белая пешка · b2 белая пешка · c2 белая пешка · d2 белая пешка · e2 белый король · g2 белая пешка · h2 белая пешка · a1 белая ладья · c1 белый слон · d1 белый ферзь · f1 белый слон · g1 белый конь · h1 белая ладья | a8 чёрная ладья · b8 чёрный конь · c8 чёрный слон · e8 чёрный король · f8 чёрный слон · g8 чёрный конь · h8 чёрная ладья · a7 чёрная пешка · b7 чёрная пешка · c7 чёрная пешка · d7 чёрная пешка · f7 чёрная пешка · g7 чёрная пешка · h7 чёрная пешка · e4 белая пешка · f4 чёрная пешка · h4 чёрный ферзь · c3 белый конь · a2 белая пешка · b2 белая пешка · c2 белая пешка · d2 белая пешка · e2 белый король · g2 белая пешка · h2 белая пешка · a1 белая ладья · c1 белый слон · d1 белый ферзь · f1 белый слон · g1 белый конь · h1 белая ладья | a8 чёрная ладья · b8 чёрный конь · c8 чёрный слон · e8 чёрный король · f8 чёрный слон · g8 чёрный конь · h8 чёрная ладья · a7 чёрная пешка · b7 чёрная пешка · c7 чёрная пешка · d7 чёрная пешка · f7 чёрная пешка · g7 чёрная пешка · h7 чёрная пешка · e4 белая пешка · f4 чёрная пешка · h4 чёрный ферзь · c3 белый конь · a2 белая пешка · b2 белая пешка · c2 белая пешка · d2 белая пешка · e2 белый король · g2 белая пешка · h2 белая пешка · a1 белая ладья · c1 белый слон · d1 белый ферзь · f1 белый слон · g1 белый конь · h1 белая ладья | a8 чёрная ладья · b8 чёрный конь · c8 чёрный слон · e8 чёрный король · f8 чёрный слон · g8 чёрный конь · h8 чёрная ладья · a7 чёрная пешка · b7 чёрная пешка · c7 чёрная пешка · d7 чёрная пешка · f7 чёрная пешка · g7 чёрная пешка · h7 чёрная пешка · e4 белая пешка · f4 чёрная пешка · h4 чёрный ферзь · c3 белый конь · a2 белая пешка · b2 белая пешка · c2 белая пешка · d2 белая пешка · e2 белый король · g2 белая пешка · h2 белая пешка · a1 белая ладья · c1 белый слон · d1 белый ферзь · f1 белый слон · g1 белый конь · h1 белая ладья | a8 чёрная ладья · b8 чёрный конь · c8 чёрный слон · e8 чёрный король · f8 чёрный слон · g8 чёрный конь · h8 чёрная ладья · a7 чёрная пешка · b7 чёрная пешка · c7 чёрная пешка · d7 чёрная пешка · f7 чёрная пешка · g7 чёрная пешка · h7 чёрная пешка · e4 белая пешка · f4 чёрная пешка · h4 чёрный ферзь · c3 белый конь · a2 белая пешка · b2 белая пешка · c2 белая пешка · d2 белая пешка · e2 белый король · g2 белая пешка · h2 белая пешка · a1 белая ладья · c1 белый слон · d1 белый ферзь · f1 белый слон · g1 белый конь · h1 белая ладья | a8 чёрная ладья · b8 чёрный конь · c8 чёрный слон · e8 чёрный король · f8 чёрный слон · g8 чёрный конь · h8 чёрная ладья · a7 чёрная пешка · b7 чёрная пешка · c7 чёрная пешка · d7 чёрная пешка · f7 чёрная пешка · g7 чёрная пешка · h7 чёрная пешка · e4 белая пешка · f4 чёрная пешка · h4 чёрный ферзь · c3 белый конь · a2 белая пешка · b2 белая пешка · c2 белая пешка · d2 белая пешка · e2 белый король · g2 белая пешка · h2 белая пешка · a1 белая ладья · c1 белый слон · d1 белый ферзь · f1 белый слон · g1 белый конь · h1 белая ладья | a8 чёрная ладья · b8 чёрный конь · c8 чёрный слон · e8 чёрный король · f8 чёрный слон · g8 чёрный конь · h8 чёрная ладья · a7 чёрная пешка · b7 чёрная пешка · c7 чёрная пешка · d7 чёрная пешка · f7 чёрная пешка · g7 чёрная пешка · h7 чёрная пешка · e4 белая пешка · f4 чёрная пешка · h4 чёрный ферзь · c3 белый конь · a2 белая пешка · b2 белая пешка · c2 белая пешка · d2 белая пешка · e2 белый король · g2 белая пешка · h2 белая пешка · a1 белая ладья · c1 белый слон · d1 белый ферзь · f1 белый слон · g1 белый конь · h1 белая ладья | a8 чёрная ладья · b8 чёрный конь · c8 чёрный слон · e8 чёрный король · f8 чёрный слон · g8 чёрный конь · h8 чёрная ладья · a7 чёрная пешка · b7 чёрная пешка · c7 чёрная пешка · d7 чёрная пешка · f7 чёрная пешка · g7 чёрная пешка · h7 чёрная пешка · e4 белая пешка · f4 чёрная пешка · h4 чёрный ферзь · c3 белый конь · a2 белая пешка · b2 белая пешка · c2 белая пешка · d2 белая пешка · e2 белый король · g2 белая пешка · h2 белая пешка · a1 белая ладья · c1 белый слон · d1 белый ферзь · f1 белый слон · g1 белый конь · h1 белая ладья | 6 |
| 5 | a8 чёрная ладья · b8 чёрный конь · c8 чёрный слон · e8 чёрный король · f8 чёрный слон · g8 чёрный конь · h8 чёрная ладья · a7 чёрная пешка · b7 чёрная пешка · c7 чёрная пешка · d7 чёрная пешка · f7 чёрная пешка · g7 чёрная пешка · h7 чёрная пешка · e4 белая пешка · f4 чёрная пешка · h4 чёрный ферзь · c3 белый конь · a2 белая пешка · b2 белая пешка · c2 белая пешка · d2 белая пешка · e2 белый король · g2 белая пешка · h2 белая пешка · a1 белая ладья · c1 белый слон · d1 белый ферзь · f1 белый слон · g1 белый конь · h1 белая ладья | a8 чёрная ладья · b8 чёрный конь · c8 чёрный слон · e8 чёрный король · f8 чёрный слон · g8 чёрный конь · h8 чёрная ладья · a7 чёрная пешка · b7 чёрная пешка · c7 чёрная пешка · d7 чёрная пешка · f7 чёрная пешка · g7 чёрная пешка · h7 чёрная пешка · e4 белая пешка · f4 чёрная пешка · h4 чёрный ферзь · c3 белый конь · a2 белая пешка · b2 белая пешка · c2 белая пешка · d2 белая пешка · e2 белый король · g2 белая пешка · h2 белая пешка · a1 белая ладья · c1 белый слон · d1 белый ферзь · f1 белый слон · g1 белый конь · h1 белая ладья | a8 чёрная ладья · b8 чёрный конь · c8 чёрный слон · e8 чёрный король · f8 чёрный слон · g8 чёрный конь · h8 чёрная ладья · a7 чёрная пешка · b7 чёрная пешка · c7 чёрная пешка · d7 чёрная пешка · f7 чёрная пешка · g7 чёрная пешка · h7 чёрная пешка · e4 белая пешка · f4 чёрная пешка · h4 чёрный ферзь · c3 белый конь · a2 белая пешка · b2 белая пешка · c2 белая пешка · d2 белая пешка · e2 белый король · g2 белая пешка · h2 белая пешка · a1 белая ладья · c1 белый слон · d1 белый ферзь · f1 белый слон · g1 белый конь · h1 белая ладья | a8 чёрная ладья · b8 чёрный конь · c8 чёрный слон · e8 чёрный король · f8 чёрный слон · g8 чёрный конь · h8 чёрная ладья · a7 чёрная пешка · b7 чёрная пешка · c7 чёрная пешка · d7 чёрная пешка · f7 чёрная пешка · g7 чёрная пешка · h7 чёрная пешка · e4 белая пешка · f4 чёрная пешка · h4 чёрный ферзь · c3 белый конь · a2 белая пешка · b2 белая пешка · c2 белая пешка · d2 белая пешка · e2 белый король · g2 белая пешка · h2 белая пешка · a1 белая ладья · c1 белый слон · d1 белый ферзь · f1 белый слон · g1 белый конь · h1 белая ладья | a8 чёрная ладья · b8 чёрный конь · c8 чёрный слон · e8 чёрный король · f8 чёрный слон · g8 чёрный конь · h8 чёрная ладья · a7 чёрная пешка · b7 чёрная пешка · c7 чёрная пешка · d7 чёрная пешка · f7 чёрная пешка · g7 чёрная пешка · h7 чёрная пешка · e4 белая пешка · f4 чёрная пешка · h4 чёрный ферзь · c3 белый конь · a2 белая пешка · b2 белая пешка · c2 белая пешка · d2 белая пешка · e2 белый король · g2 белая пешка · h2 белая пешка · a1 белая ладья · c1 белый слон · d1 белый ферзь · f1 белый слон · g1 белый конь · h1 белая ладья | a8 чёрная ладья · b8 чёрный конь · c8 чёрный слон · e8 чёрный король · f8 чёрный слон · g8 чёрный конь · h8 чёрная ладья · a7 чёрная пешка · b7 чёрная пешка · c7 чёрная пешка · d7 чёрная пешка · f7 чёрная пешка · g7 чёрная пешка · h7 чёрная пешка · e4 белая пешка · f4 чёрная пешка · h4 чёрный ферзь · c3 белый конь · a2 белая пешка · b2 белая пешка · c2 белая пешка · d2 белая пешка · e2 белый король · g2 белая пешка · h2 белая пешка · a1 белая ладья · c1 белый слон · d1 белый ферзь · f1 белый слон · g1 белый конь · h1 белая ладья | a8 чёрная ладья · b8 чёрный конь · c8 чёрный слон · e8 чёрный король · f8 чёрный слон · g8 чёрный конь · h8 чёрная ладья · a7 чёрная пешка · b7 чёрная пешка · c7 чёрная пешка · d7 чёрная пешка · f7 чёрная пешка · g7 чёрная пешка · h7 чёрная пешка · e4 белая пешка · f4 чёрная пешка · h4 чёрный ферзь · c3 белый конь · a2 белая пешка · b2 белая пешка · c2 белая пешка · d2 белая пешка · e2 белый король · g2 белая пешка · h2 белая пешка · a1 белая ладья · c1 белый слон · d1 белый ферзь · f1 белый слон · g1 белый конь · h1 белая ладья | a8 чёрная ладья · b8 чёрный конь · c8 чёрный слон · e8 чёрный король · f8 чёрный слон · g8 чёрный конь · h8 чёрная ладья · a7 чёрная пешка · b7 чёрная пешка · c7 чёрная пешка · d7 чёрная пешка · f7 чёрная пешка · g7 чёрная пешка · h7 чёрная пешка · e4 белая пешка · f4 чёрная пешка · h4 чёрный ферзь · c3 белый конь · a2 белая пешка · b2 белая пешка · c2 белая пешка · d2 белая пешка · e2 белый король · g2 белая пешка · h2 белая пешка · a1 белая ладья · c1 белый слон · d1 белый ферзь · f1 белый слон · g1 белый конь · h1 белая ладья | 5 |
| 4 | a8 чёрная ладья · b8 чёрный конь · c8 чёрный слон · e8 чёрный король · f8 чёрный слон · g8 чёрный конь · h8 чёрная ладья · a7 чёрная пешка · b7 чёрная пешка · c7 чёрная пешка · d7 чёрная пешка · f7 чёрная пешка · g7 чёрная пешка · h7 чёрная пешка · e4 белая пешка · f4 чёрная пешка · h4 чёрный ферзь · c3 белый конь · a2 белая пешка · b2 белая пешка · c2 белая пешка · d2 белая пешка · e2 белый король · g2 белая пешка · h2 белая пешка · a1 белая ладья · c1 белый слон · d1 белый ферзь · f1 белый слон · g1 белый конь · h1 белая ладья | a8 чёрная ладья · b8 чёрный конь · c8 чёрный слон · e8 чёрный король · f8 чёрный слон · g8 чёрный конь · h8 чёрная ладья · a7 чёрная пешка · b7 чёрная пешка · c7 чёрная пешка · d7 чёрная пешка · f7 чёрная пешка · g7 чёрная пешка · h7 чёрная пешка · e4 белая пешка · f4 чёрная пешка · h4 чёрный ферзь · c3 белый конь · a2 белая пешка · b2 белая пешка · c2 белая пешка · d2 белая пешка · e2 белый король · g2 белая пешка · h2 белая пешка · a1 белая ладья · c1 белый слон · d1 белый ферзь · f1 белый слон · g1 белый конь · h1 белая ладья | a8 чёрная ладья · b8 чёрный конь · c8 чёрный слон · e8 чёрный король · f8 чёрный слон · g8 чёрный конь · h8 чёрная ладья · a7 чёрная пешка · b7 чёрная пешка · c7 чёрная пешка · d7 чёрная пешка · f7 чёрная пешка · g7 чёрная пешка · h7 чёрная пешка · e4 белая пешка · f4 чёрная пешка · h4 чёрный ферзь · c3 белый конь · a2 белая пешка · b2 белая пешка · c2 белая пешка · d2 белая пешка · e2 белый король · g2 белая пешка · h2 белая пешка · a1 белая ладья · c1 белый слон · d1 белый ферзь · f1 белый слон · g1 белый конь · h1 белая ладья | a8 чёрная ладья · b8 чёрный конь · c8 чёрный слон · e8 чёрный король · f8 чёрный слон · g8 чёрный конь · h8 чёрная ладья · a7 чёрная пешка · b7 чёрная пешка · c7 чёрная пешка · d7 чёрная пешка · f7 чёрная пешка · g7 чёрная пешка · h7 чёрная пешка · e4 белая пешка · f4 чёрная пешка · h4 чёрный ферзь · c3 белый конь · a2 белая пешка · b2 белая пешка · c2 белая пешка · d2 белая пешка · e2 белый король · g2 белая пешка · h2 белая пешка · a1 белая ладья · c1 белый слон · d1 белый ферзь · f1 белый слон · g1 белый конь · h1 белая ладья | a8 чёрная ладья · b8 чёрный конь · c8 чёрный слон · e8 чёрный король · f8 чёрный слон · g8 чёрный конь · h8 чёрная ладья · a7 чёрная пешка · b7 чёрная пешка · c7 чёрная пешка · d7 чёрная пешка · f7 чёрная пешка · g7 чёрная пешка · h7 чёрная пешка · e4 белая пешка · f4 чёрная пешка · h4 чёрный ферзь · c3 белый конь · a2 белая пешка · b2 белая пешка · c2 белая пешка · d2 белая пешка · e2 белый король · g2 белая пешка · h2 белая пешка · a1 белая ладья · c1 белый слон · d1 белый ферзь · f1 белый слон · g1 белый конь · h1 белая ладья | a8 чёрная ладья · b8 чёрный конь · c8 чёрный слон · e8 чёрный король · f8 чёрный слон · g8 чёрный конь · h8 чёрная ладья · a7 чёрная пешка · b7 чёрная пешка · c7 чёрная пешка · d7 чёрная пешка · f7 чёрная пешка · g7 чёрная пешка · h7 чёрная пешка · e4 белая пешка · f4 чёрная пешка · h4 чёрный ферзь · c3 белый конь · a2 белая пешка · b2 белая пешка · c2 белая пешка · d2 белая пешка · e2 белый король · g2 белая пешка · h2 белая пешка · a1 белая ладья · c1 белый слон · d1 белый ферзь · f1 белый слон · g1 белый конь · h1 белая ладья | a8 чёрная ладья · b8 чёрный конь · c8 чёрный слон · e8 чёрный король · f8 чёрный слон · g8 чёрный конь · h8 чёрная ладья · a7 чёрная пешка · b7 чёрная пешка · c7 чёрная пешка · d7 чёрная пешка · f7 чёрная пешка · g7 чёрная пешка · h7 чёрная пешка · e4 белая пешка · f4 чёрная пешка · h4 чёрный ферзь · c3 белый конь · a2 белая пешка · b2 белая пешка · c2 белая пешка · d2 белая пешка · e2 белый король · g2 белая пешка · h2 белая пешка · a1 белая ладья · c1 белый слон · d1 белый ферзь · f1 белый слон · g1 белый конь · h1 белая ладья | a8 чёрная ладья · b8 чёрный конь · c8 чёрный слон · e8 чёрный король · f8 чёрный слон · g8 чёрный конь · h8 чёрная ладья · a7 чёрная пешка · b7 чёрная пешка · c7 чёрная пешка · d7 чёрная пешка · f7 чёрная пешка · g7 чёрная пешка · h7 чёрная пешка · e4 белая пешка · f4 чёрная пешка · h4 чёрный ферзь · c3 белый конь · a2 белая пешка · b2 белая пешка · c2 белая пешка · d2 белая пешка · e2 белый король · g2 белая пешка · h2 белая пешка · a1 белая ладья · c1 белый слон · d1 белый ферзь · f1 белый слон · g1 белый конь · h1 белая ладья | 4 |
| 3 | a8 чёрная ладья · b8 чёрный конь · c8 чёрный слон · e8 чёрный король · f8 чёрный слон · g8 чёрный конь · h8 чёрная ладья · a7 чёрная пешка · b7 чёрная пешка · c7 чёрная пешка · d7 чёрная пешка · f7 чёрная пешка · g7 чёрная пешка · h7 чёрная пешка · e4 белая пешка · f4 чёрная пешка · h4 чёрный ферзь · c3 белый конь · a2 белая пешка · b2 белая пешка · c2 белая пешка · d2 белая пешка · e2 белый король · g2 белая пешка · h2 белая пешка · a1 белая ладья · c1 белый слон · d1 белый ферзь · f1 белый слон · g1 белый конь · h1 белая ладья | a8 чёрная ладья · b8 чёрный конь · c8 чёрный слон · e8 чёрный король · f8 чёрный слон · g8 чёрный конь · h8 чёрная ладья · a7 чёрная пешка · b7 чёрная пешка · c7 чёрная пешка · d7 чёрная пешка · f7 чёрная пешка · g7 чёрная пешка · h7 чёрная пешка · e4 белая пешка · f4 чёрная пешка · h4 чёрный ферзь · c3 белый конь · a2 белая пешка · b2 белая пешка · c2 белая пешка · d2 белая пешка · e2 белый король · g2 белая пешка · h2 белая пешка · a1 белая ладья · c1 белый слон · d1 белый ферзь · f1 белый слон · g1 белый конь · h1 белая ладья | a8 чёрная ладья · b8 чёрный конь · c8 чёрный слон · e8 чёрный король · f8 чёрный слон · g8 чёрный конь · h8 чёрная ладья · a7 чёрная пешка · b7 чёрная пешка · c7 чёрная пешка · d7 чёрная пешка · f7 чёрная пешка · g7 чёрная пешка · h7 чёрная пешка · e4 белая пешка · f4 чёрная пешка · h4 чёрный ферзь · c3 белый конь · a2 белая пешка · b2 белая пешка · c2 белая пешка · d2 белая пешка · e2 белый король · g2 белая пешка · h2 белая пешка · a1 белая ладья · c1 белый слон · d1 белый ферзь · f1 белый слон · g1 белый конь · h1 белая ладья | a8 чёрная ладья · b8 чёрный конь · c8 чёрный слон · e8 чёрный король · f8 чёрный слон · g8 чёрный конь · h8 чёрная ладья · a7 чёрная пешка · b7 чёрная пешка · c7 чёрная пешка · d7 чёрная пешка · f7 чёрная пешка · g7 чёрная пешка · h7 чёрная пешка · e4 белая пешка · f4 чёрная пешка · h4 чёрный ферзь · c3 белый конь · a2 белая пешка · b2 белая пешка · c2 белая пешка · d2 белая пешка · e2 белый король · g2 белая пешка · h2 белая пешка · a1 белая ладья · c1 белый слон · d1 белый ферзь · f1 белый слон · g1 белый конь · h1 белая ладья | a8 чёрная ладья · b8 чёрный конь · c8 чёрный слон · e8 чёрный король · f8 чёрный слон · g8 чёрный конь · h8 чёрная ладья · a7 чёрная пешка · b7 чёрная пешка · c7 чёрная пешка · d7 чёрная пешка · f7 чёрная пешка · g7 чёрная пешка · h7 чёрная пешка · e4 белая пешка · f4 чёрная пешка · h4 чёрный ферзь · c3 белый конь · a2 белая пешка · b2 белая пешка · c2 белая пешка · d2 белая пешка · e2 белый король · g2 белая пешка · h2 белая пешка · a1 белая ладья · c1 белый слон · d1 белый ферзь · f1 белый слон · g1 белый конь · h1 белая ладья | a8 чёрная ладья · b8 чёрный конь · c8 чёрный слон · e8 чёрный король · f8 чёрный слон · g8 чёрный конь · h8 чёрная ладья · a7 чёрная пешка · b7 чёрная пешка · c7 чёрная пешка · d7 чёрная пешка · f7 чёрная пешка · g7 чёрная пешка · h7 чёрная пешка · e4 белая пешка · f4 чёрная пешка · h4 чёрный ферзь · c3 белый конь · a2 белая пешка · b2 белая пешка · c2 белая пешка · d2 белая пешка · e2 белый король · g2 белая пешка · h2 белая пешка · a1 белая ладья · c1 белый слон · d1 белый ферзь · f1 белый слон · g1 белый конь · h1 белая ладья | a8 чёрная ладья · b8 чёрный конь · c8 чёрный слон · e8 чёрный король · f8 чёрный слон · g8 чёрный конь · h8 чёрная ладья · a7 чёрная пешка · b7 чёрная пешка · c7 чёрная пешка · d7 чёрная пешка · f7 чёрная пешка · g7 чёрная пешка · h7 чёрная пешка · e4 белая пешка · f4 чёрная пешка · h4 чёрный ферзь · c3 белый конь · a2 белая пешка · b2 белая пешка · c2 белая пешка · d2 белая пешка · e2 белый король · g2 белая пешка · h2 белая пешка · a1 белая ладья · c1 белый слон · d1 белый ферзь · f1 белый слон · g1 белый конь · h1 белая ладья | a8 чёрная ладья · b8 чёрный конь · c8 чёрный слон · e8 чёрный король · f8 чёрный слон · g8 чёрный конь · h8 чёрная ладья · a7 чёрная пешка · b7 чёрная пешка · c7 чёрная пешка · d7 чёрная пешка · f7 чёрная пешка · g7 чёрная пешка · h7 чёрная пешка · e4 белая пешка · f4 чёрная пешка · h4 чёрный ферзь · c3 белый конь · a2 белая пешка · b2 белая пешка · c2 белая пешка · d2 белая пешка · e2 белый король · g2 белая пешка · h2 белая пешка · a1 белая ладья · c1 белый слон · d1 белый ферзь · f1 белый слон · g1 белый конь · h1 белая ладья | 3 |
| 2 | a8 чёрная ладья · b8 чёрный конь · c8 чёрный слон · e8 чёрный король · f8 чёрный слон · g8 чёрный конь · h8 чёрная ладья · a7 чёрная пешка · b7 чёрная пешка · c7 чёрная пешка · d7 чёрная пешка · f7 чёрная пешка · g7 чёрная пешка · h7 чёрная пешка · e4 белая пешка · f4 чёрная пешка · h4 чёрный ферзь · c3 белый конь · a2 белая пешка · b2 белая пешка · c2 белая пешка · d2 белая пешка · e2 белый король · g2 белая пешка · h2 белая пешка · a1 белая ладья · c1 белый слон · d1 белый ферзь · f1 белый слон · g1 белый конь · h1 белая ладья | a8 чёрная ладья · b8 чёрный конь · c8 чёрный слон · e8 чёрный король · f8 чёрный слон · g8 чёрный конь · h8 чёрная ладья · a7 чёрная пешка · b7 чёрная пешка · c7 чёрная пешка · d7 чёрная пешка · f7 чёрная пешка · g7 чёрная пешка · h7 чёрная пешка · e4 белая пешка · f4 чёрная пешка · h4 чёрный ферзь · c3 белый конь · a2 белая пешка · b2 белая пешка · c2 белая пешка · d2 белая пешка · e2 белый король · g2 белая пешка · h2 белая пешка · a1 белая ладья · c1 белый слон · d1 белый ферзь · f1 белый слон · g1 белый конь · h1 белая ладья | a8 чёрная ладья · b8 чёрный конь · c8 чёрный слон · e8 чёрный король · f8 чёрный слон · g8 чёрный конь · h8 чёрная ладья · a7 чёрная пешка · b7 чёрная пешка · c7 чёрная пешка · d7 чёрная пешка · f7 чёрная пешка · g7 чёрная пешка · h7 чёрная пешка · e4 белая пешка · f4 чёрная пешка · h4 чёрный ферзь · c3 белый конь · a2 белая пешка · b2 белая пешка · c2 белая пешка · d2 белая пешка · e2 белый король · g2 белая пешка · h2 белая пешка · a1 белая ладья · c1 белый слон · d1 белый ферзь · f1 белый слон · g1 белый конь · h1 белая ладья | a8 чёрная ладья · b8 чёрный конь · c8 чёрный слон · e8 чёрный король · f8 чёрный слон · g8 чёрный конь · h8 чёрная ладья · a7 чёрная пешка · b7 чёрная пешка · c7 чёрная пешка · d7 чёрная пешка · f7 чёрная пешка · g7 чёрная пешка · h7 чёрная пешка · e4 белая пешка · f4 чёрная пешка · h4 чёрный ферзь · c3 белый конь · a2 белая пешка · b2 белая пешка · c2 белая пешка · d2 белая пешка · e2 белый король · g2 белая пешка · h2 белая пешка · a1 белая ладья · c1 белый слон · d1 белый ферзь · f1 белый слон · g1 белый конь · h1 белая ладья | a8 чёрная ладья · b8 чёрный конь · c8 чёрный слон · e8 чёрный король · f8 чёрный слон · g8 чёрный конь · h8 чёрная ладья · a7 чёрная пешка · b7 чёрная пешка · c7 чёрная пешка · d7 чёрная пешка · f7 чёрная пешка · g7 чёрная пешка · h7 чёрная пешка · e4 белая пешка · f4 чёрная пешка · h4 чёрный ферзь · c3 белый конь · a2 белая пешка · b2 белая пешка · c2 белая пешка · d2 белая пешка · e2 белый король · g2 белая пешка · h2 белая пешка · a1 белая ладья · c1 белый слон · d1 белый ферзь · f1 белый слон · g1 белый конь · h1 белая ладья | a8 чёрная ладья · b8 чёрный конь · c8 чёрный слон · e8 чёрный король · f8 чёрный слон · g8 чёрный конь · h8 чёрная ладья · a7 чёрная пешка · b7 чёрная пешка · c7 чёрная пешка · d7 чёрная пешка · f7 чёрная пешка · g7 чёрная пешка · h7 чёрная пешка · e4 белая пешка · f4 чёрная пешка · h4 чёрный ферзь · c3 белый конь · a2 белая пешка · b2 белая пешка · c2 белая пешка · d2 белая пешка · e2 белый король · g2 белая пешка · h2 белая пешка · a1 белая ладья · c1 белый слон · d1 белый ферзь · f1 белый слон · g1 белый конь · h1 белая ладья | a8 чёрная ладья · b8 чёрный конь · c8 чёрный слон · e8 чёрный король · f8 чёрный слон · g8 чёрный конь · h8 чёрная ладья · a7 чёрная пешка · b7 чёрная пешка · c7 чёрная пешка · d7 чёрная пешка · f7 чёрная пешка · g7 чёрная пешка · h7 чёрная пешка · e4 белая пешка · f4 чёрная пешка · h4 чёрный ферзь · c3 белый конь · a2 белая пешка · b2 белая пешка · c2 белая пешка · d2 белая пешка · e2 белый король · g2 белая пешка · h2 белая пешка · a1 белая ладья · c1 белый слон · d1 белый ферзь · f1 белый слон · g1 белый конь · h1 белая ладья | a8 чёрная ладья · b8 чёрный конь · c8 чёрный слон · e8 чёрный король · f8 чёрный слон · g8 чёрный конь · h8 чёрная ладья · a7 чёрная пешка · b7 чёрная пешка · c7 чёрная пешка · d7 чёрная пешка · f7 чёрная пешка · g7 чёрная пешка · h7 чёрная пешка · e4 белая пешка · f4 чёрная пешка · h4 чёрный ферзь · c3 белый конь · a2 белая пешка · b2 белая пешка · c2 белая пешка · d2 белая пешка · e2 белый король · g2 белая пешка · h2 белая пешка · a1 белая ладья · c1 белый слон · d1 белый ферзь · f1 белый слон · g1 белый конь · h1 белая ладья | 2 |
| 1 | a8 чёрная ладья · b8 чёрный конь · c8 чёрный слон · e8 чёрный король · f8 чёрный слон · g8 чёрный конь · h8 чёрная ладья · a7 чёрная пешка · b7 чёрная пешка · c7 чёрная пешка · d7 чёрная пешка · f7 чёрная пешка · g7 чёрная пешка · h7 чёрная пешка · e4 белая пешка · f4 чёрная пешка · h4 чёрный ферзь · c3 белый конь · a2 белая пешка · b2 белая пешка · c2 белая пешка · d2 белая пешка · e2 белый король · g2 белая пешка · h2 белая пешка · a1 белая ладья · c1 белый слон · d1 белый ферзь · f1 белый слон · g1 белый конь · h1 белая ладья | a8 чёрная ладья · b8 чёрный конь · c8 чёрный слон · e8 чёрный король · f8 чёрный слон · g8 чёрный конь · h8 чёрная ладья · a7 чёрная пешка · b7 чёрная пешка · c7 чёрная пешка · d7 чёрная пешка · f7 чёрная пешка · g7 чёрная пешка · h7 чёрная пешка · e4 белая пешка · f4 чёрная пешка · h4 чёрный ферзь · c3 белый конь · a2 белая пешка · b2 белая пешка · c2 белая пешка · d2 белая пешка · e2 белый король · g2 белая пешка · h2 белая пешка · a1 белая ладья · c1 белый слон · d1 белый ферзь · f1 белый слон · g1 белый конь · h1 белая ладья | a8 чёрная ладья · b8 чёрный конь · c8 чёрный слон · e8 чёрный король · f8 чёрный слон · g8 чёрный конь · h8 чёрная ладья · a7 чёрная пешка · b7 чёрная пешка · c7 чёрная пешка · d7 чёрная пешка · f7 чёрная пешка · g7 чёрная пешка · h7 чёрная пешка · e4 белая пешка · f4 чёрная пешка · h4 чёрный ферзь · c3 белый конь · a2 белая пешка · b2 белая пешка · c2 белая пешка · d2 белая пешка · e2 белый король · g2 белая пешка · h2 белая пешка · a1 белая ладья · c1 белый слон · d1 белый ферзь · f1 белый слон · g1 белый конь · h1 белая ладья | a8 чёрная ладья · b8 чёрный конь · c8 чёрный слон · e8 чёрный король · f8 чёрный слон · g8 чёрный конь · h8 чёрная ладья · a7 чёрная пешка · b7 чёрная пешка · c7 чёрная пешка · d7 чёрная пешка · f7 чёрная пешка · g7 чёрная пешка · h7 чёрная пешка · e4 белая пешка · f4 чёрная пешка · h4 чёрный ферзь · c3 белый конь · a2 белая пешка · b2 белая пешка · c2 белая пешка · d2 белая пешка · e2 белый король · g2 белая пешка · h2 белая пешка · a1 белая ладья · c1 белый слон · d1 белый ферзь · f1 белый слон · g1 белый конь · h1 белая ладья | a8 чёрная ладья · b8 чёрный конь · c8 чёрный слон · e8 чёрный король · f8 чёрный слон · g8 чёрный конь · h8 чёрная ладья · a7 чёрная пешка · b7 чёрная пешка · c7 чёрная пешка · d7 чёрная пешка · f7 чёрная пешка · g7 чёрная пешка · h7 чёрная пешка · e4 белая пешка · f4 чёрная пешка · h4 чёрный ферзь · c3 белый конь · a2 белая пешка · b2 белая пешка · c2 белая пешка · d2 белая пешка · e2 белый король · g2 белая пешка · h2 белая пешка · a1 белая ладья · c1 белый слон · d1 белый ферзь · f1 белый слон · g1 белый конь · h1 белая ладья | a8 чёрная ладья · b8 чёрный конь · c8 чёрный слон · e8 чёрный король · f8 чёрный слон · g8 чёрный конь · h8 чёрная ладья · a7 чёрная пешка · b7 чёрная пешка · c7 чёрная пешка · d7 чёрная пешка · f7 чёрная пешка · g7 чёрная пешка · h7 чёрная пешка · e4 белая пешка · f4 чёрная пешка · h4 чёрный ферзь · c3 белый конь · a2 белая пешка · b2 белая пешка · c2 белая пешка · d2 белая пешка · e2 белый король · g2 белая пешка · h2 белая пешка · a1 белая ладья · c1 белый слон · d1 белый ферзь · f1 белый слон · g1 белый конь · h1 белая ладья | a8 чёрная ладья · b8 чёрный конь · c8 чёрный слон · e8 чёрный король · f8 чёрный слон · g8 чёрный конь · h8 чёрная ладья · a7 чёрная пешка · b7 чёрная пешка · c7 чёрная пешка · d7 чёрная пешка · f7 чёрная пешка · g7 чёрная пешка · h7 чёрная пешка · e4 белая пешка · f4 чёрная пешка · h4 чёрный ферзь · c3 белый конь · a2 белая пешка · b2 белая пешка · c2 белая пешка · d2 белая пешка · e2 белый король · g2 белая пешка · h2 белая пешка · a1 белая ладья · c1 белый слон · d1 белый ферзь · f1 белый слон · g1 белый конь · h1 белая ладья | a8 чёрная ладья · b8 чёрный конь · c8 чёрный слон · e8 чёрный король · f8 чёрный слон · g8 чёрный конь · h8 чёрная ладья · a7 чёрная пешка · b7 чёрная пешка · c7 чёрная пешка · d7 чёрная пешка · f7 чёрная пешка · g7 чёрная пешка · h7 чёрная пешка · e4 белая пешка · f4 чёрная пешка · h4 чёрный ферзь · c3 белый конь · a2 белая пешка · b2 белая пешка · c2 белая пешка · d2 белая пешка · e2 белый король · g2 белая пешка · h2 белая пешка · a1 белая ладья · c1 белый слон · d1 белый ферзь · f1 белый слон · g1 белый конь · h1 белая ладья | 1 |
|   | a | b | c | d | e | f | g | h |   |

Классическое продолжение (см. диаграмму № 2), ведущее к варианту с множеством разветвлений.
- 4. …Фh4-e7 5. Kf2!
- 4. …Кg8-e7!? 5. Кg1-f3 Фh4-h5 6. d2-d4 g7-g5 7. Крe2-f2 d7-d6
  - 8. Сf1-e2 Сf8-g7 9. Кc5-b5 Кb8-a6 10. c2-c3 g5-g4 11. Кf3-e1 Сg7-h6 12. Крf2-g1 Лh8-g8 13. h2-h3 f4-f3! 14. h3:g4 f3-f2+ 0-1[4]
  - 8. h2-h4 g7-g5 9. Кf3-g1! Cg7 10. Кg1-e2 g3+ — ведёт к обоюдоострой позиции примерно равными возможностями.
- 4. …Сf8-b4 5. Кc3-d5 Сb4-d6￼ 6. Кg1-f3￼ Фh4-g4￼ 7. d2-d4￼ Кg8-e7 ￼8. Кd5-c3 — с преимуществом у белых (см. примерную партию № 2).
- 4. …d7-d6 5. Кg1-f3 Сc8-g4 6. Кc3-d5
  - 7. …Кb8-a6 8. Фd1-e1!
  - 7. …Сg5:f3+ 8. g2:f3 Крe8-d8 9. d2-d3! g7-g5 10. Сc1-d2 Сf8-g7 11. Сd2-e1 Фh4-h5 12. h2-h4 h7-h6 13. Сf1-h3 — у белых выигрышная позиция[5].
- 4. …d7-d5! — наиболее распространённое продолжение. Далее возможно:
  - 5. Кc3:d5 Сc8-g4+ 6. Кg1-f3
    - 6. …Кb8-a6 7. d2-d4 Кg8-f6 8. Кd5:f6+ Фh4:f6 9. Крe2-f2! 0—0—0 10. e4-e5 — с перевесом у белых[6]
    - 6. …Сf8-d6 7. d2-d4 Кg8-e7
      - 8. Кd5:e7 Фg4:e7 — с преимуществом у чёрных.
      - 8. Кd5:f4! Сg4:f3+ 9. Крe2:f3 f7-f5 10. e4:f5! Кe7:f5 11. Сf1-c4 Кb8-c6 12. Фd1-e1+ — с преимуществом у белых[7]

    - 6. …Кb8-c6
      - 7. Кd5:c7+ Крe8-d8 8. Кc7:a8 — позиция, не получившая окончательной оценки в теории; ведёт к игре со взаимными шансами.
      - 7. c2-c3 — вариант, предложенный И. Б. Глазковым. Основная идея хода связана с дальнейшим продвижением d2-d4.

### Другие продолжения
- 3. …Кb8-c6 — с перестановкой ходов. ведёт к венской партии.
- 3. …g7-g5 4. h4! — и чёрным дорог хороший совет!

## Примерные партии
- Керес — Менке, по переписке, 1933[8]

1. e2-e4 e7-e5 2. f2-f4 e5:f4 3. Кb1-c3 Фd8-h4+ 4. Крe1-e2 d7-d5 5. Кc3:d5 Сc8-g4+ 6. Кg1-f3 Кb8-c6 7. Кd5:c7+ Крe8-d8 8. Кc7:a8 Кc6-e5 9. h2-h3 Сg4-h5 10. Лh1-g1? Фh4-g3 11. Фd1-e1 Кe5:f3 12. g2:f3 Фg3:f3x
- Керес — Тольдсепп, по переписке, 1934[9]

1. e2-e4 e7-e5 2. f2-f4 e5:f4 3. Кb1-c3 Сf8-b4 4. Кc3-d5 Фd8-h4+ 5. Крe1-e2 Сb4-d6 6. Кg1-f3 Фh4-g4 7. d2-d4 Кg8-e7 8. Кd5-c3 b7-b6 9. Крe2-f2 Кe7-g6 10. Сf1-e2 Сd6-e7 11. g2-g3 f4:g3+ 12. h2:g3 Сc8-b7 13. Кf3-g5 1-0 Чёрные теряют ферзя.